# Đurđa
Đurđa ist ein weiblicher Vorname.

## Herkunft und Bedeutung
Der Name wird vor allem im Kroatischen verwendet und ist eine weibliche Form von Georg.
Varianten sind Đurađa, Đurđica (Verkleinerungsform) sowie Đurađ (männliche Variante).
In anderen Sprachen lautet der Name etwa Gergana (bulgarisch), Jiřina (tschechisch), Georgina (deutsch, spanisch, niederländisch), Georgene/Georgia/Georgiana/Georgina (englisch), Georgette/Georgine (französisch), Georgia (griechisch), Györgyi (ungarisch), Giorgia (italienisch), Djuradja/Đurađa (serbisch).

## Bekannte Namensträgerinnen
- Đurđa Adlešič (* 1960), kroatische Politikerin